# Союз комуністів Воєводини
Союз комуністів Воєводини (сербохорв. Савез комуниста Војводине, Savez komunista Vojvodine, угор. Vajdasági kommunista párt) — комуністичний рух, створений у 1944 році і підпорядкований партії Югославії.

## Кінець
У 1990 році Союз комуністів Воєводини увійшов до складу Соціалістичної партії Сербії.

## Джерело
- Драгослав Јанковић, ИСТОРИЈСКА БИБЛИОТЕКА